# あらた真琴
あらた 真琴（あらた まこと）は、日本の漫画家。女性。代表作は『となりの席は外国人』。

## 経歴
元小学校講師。漫画のほか雑誌や書籍のイラストを手掛けるなど幅広く活躍中。
小学校講師時代に勤めていた公立小学校では、1クラスに最低5人は外国人の児童がいたとのこと。『となりの席は外国人』は、その当時の経験を漫画化したものである。
勤務していた小学校の所在地は不明だが、作中の話から関東の田舎の小学校とのこと（東京でないことは判明している）。
外国人児童の国籍は、作中の描写によるとブラジル人が多いようだが、それ以外の国籍の児童もそれなりにいるようである。
正確な年齢については公表していないものの、自身のblogにて2025年時点で40代であることが分かる内容の漫画を掲載している。

## 作品リスト

### 連載
- となりの席は外国人(別冊 本当にあった笑える話)

### 単行本
- となりの席は外国人(2012年 ぶんか社)
- モット!となりの席は外国人(2013年 ぶんか社)
- イエス!となりの席は外国人(2015年 ぶんか社)
- 数学しかできない息子が早慶国立大学に合格した話。(2016年 ぶんか社)　原作：内藤みか
- 外国人だらけの小学校はツッコミの毎日でした。(2017年 ぶんか社)
- 主婦だけど霊感占い師やってます。（2019年 ぶんか社） 監修："AQUA"
- 子宮がヤバイことになりました。―筋腫＆内膜症＆卵巣のう腫闘病記（2019年 ぶんか社）
- まさか、私がパニック障害！？（2021年 ぶんか社） 原作：妻咲たち

## 脚註
1. ↑  となりの席は外国人の単行本より
2. ↑  https://ameblo.jp/aratamakoto/entry-12907635898.html